# Берун, Евгений Иванович
Евгений Иванович Берун (род. 18 августа 1982, Кременчуг, Полтавская область) — украинский футболист, защитник.

## Карьера
Воспитанник ДЮСШ г. Кременчуг. Начинал свою профессиональную карьеру во второй команде днепропетровского «Днепра».
В 2001 году сыграл 5 матчей в Первом российском дивизионе за «Ладу». Через два года выступал в Высшем дивизионе чемпионата Казахстана в составе «Есиля».
В 2004 году был в заявке клуба РПЛ «Кубань» (Краснодар). В дальнейшем выступал за другие российские команды: «Зенит-2» и «Спартак» (Нижний Новгород).
Затем вернулся на родину, где играл за команды из низших украинских дивизионов. В 2010 году провёл один матч в молдавской Национальной дивизии за «Олимпию» Бельцы.